# Lycée de Cölln
Le lycée de Cölln (en allemand : Köllnische Gymnasium) est le premier lycée de Berlin. Le bâtiment de l'école est construit en 1868 dans le faubourg berlinois de Neu-Kölln à l'angle de l'Inselstrasse et de la Wallstrasse (de), sur la base des plans de l'officier d'urbanisme Adolf Gerstenberg (de). Aujourd'hui, l'école de musique Fanny Hensel (de) est située dans cet ensemble de bâtiments classés monuments historiques.

## Histoire
Au XIVe siècle, il existe une école latine de Cölln sur la rive ouest de la Sprée. En 1540, Heinrich Knaust, un élève de Martin Luther et de Philippe Mélanchthon, prend la direction de cette école. Après la guerre de Sept Ans, les classes supérieures du lycée berlinois du monastère franciscain fusionnent avec le lycée de Cölln en 1766. L'établissement d'enseignement s'appelle désormais le lycée berlinois-cöllnois du monastère franciscain.

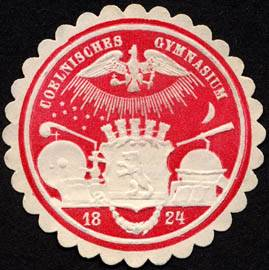
Aigle de Prusse, ours de Berlin et année de la fondation.

Mais en 1824, la séparation a de nouveau lieu. Les élèves de l'école de Cölln utilisent les locaux de la mairie de Cölln. Cependant, en raison du nombre croissant d'élèves, l'administration municipale commande une nouvelle école dans les années 1860 et met à disposition la propriété au 2-5 Inselstrasse à cet effet. Entre 1865 et 1868, le bâtiment scolaire du nouveau lycée de Cölln est construit selon les plans d'Adolf Gerstenberg, qui construit également en même temps le complexe scolaire du lycée Sophie (de) dans la Weinmeisterstraße.
Le profil de l'école en langues modernes est complété par un profil humaniste, et des sports spéciaux comme l'escrime sont enseignés. Autrefois considérée comme une institution d'élite, il est rendu accessible aux classes inférieures dans les années 1920 au plus tard. Après l'arrivée au pouvoir des nationaux-socialistes, l'établissement d'enseignement est nommé école d'Altkölln. Le lycée est transféré au protectorat de Bohême et Moravie en 1943. Les élèves qui ne peuvent ou ne veulent pas venir sont transférés dans des écoles à la périphérie de Berlin.

## Bâtiment
Le nouveau bâtiment est officiellement inauguré en novembre 1868. Paul Schnöpf et Ernst Ferdinand August (de) (directeur de l'école 1827-1868) composent leur propre musique à cette occasion. Le maire de Berlin de l'époque, Heinrich Philipp Hedemann (de), prend également part à l'événement. Gerstenberg a conçu un bâtiment de trois étages en briques, orné d'un oriel central et de multiples ornements en terre cuite. Un bâtiment d'habitation pour les enseignants de l'établissement d'enseignement, conçu dans le même style et avec les mêmes matériaux, est ajouté du côté du parc de Cölln, mais il ne fait que deux étages de haut.
L'école est gravement endommagée pendant la Seconde Guerre mondiale. Les deux tiers du bâtiment de l'école et du lycée sont détruits. Le lycée n'est pas maintenu. Dans les années 1950, les parties restantes du bâtiment sont réparées de manière simplifiée et servent d'école spéciale. Après la chute du mur, l'administration du district fait effectuer d'importants travaux de rénovation et l'école de musique Fanny Hensel (de) emménage alors dans l'école.
Le bâtiment avec la maison du professeur attenant est un bâtiment classé.

Différents tampons de briques visibles sur la façade font référence jusqu'à aujourd'hui à l'origine et à la production manuelle des briques utilisées.

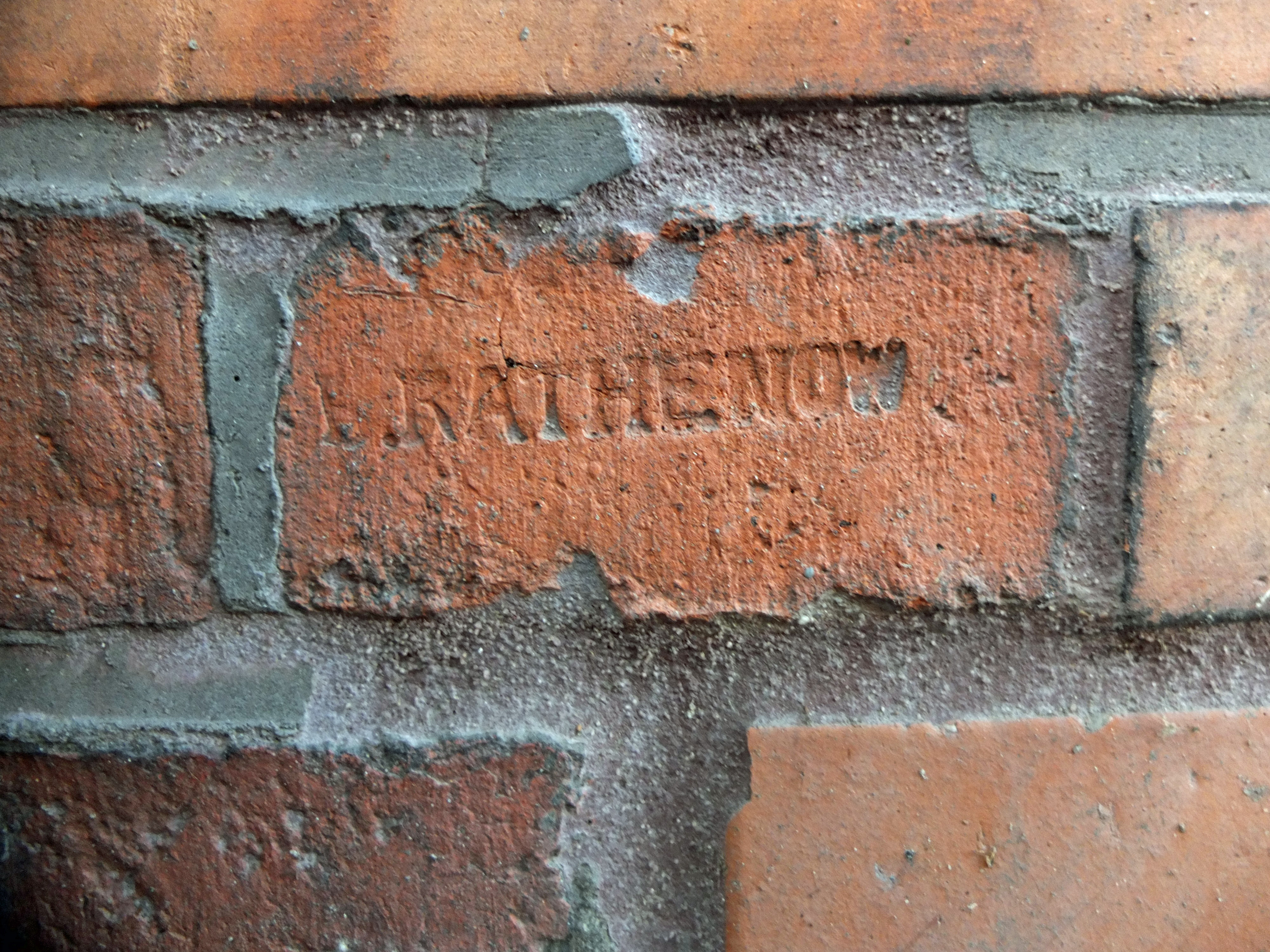
B. RATHENOW.
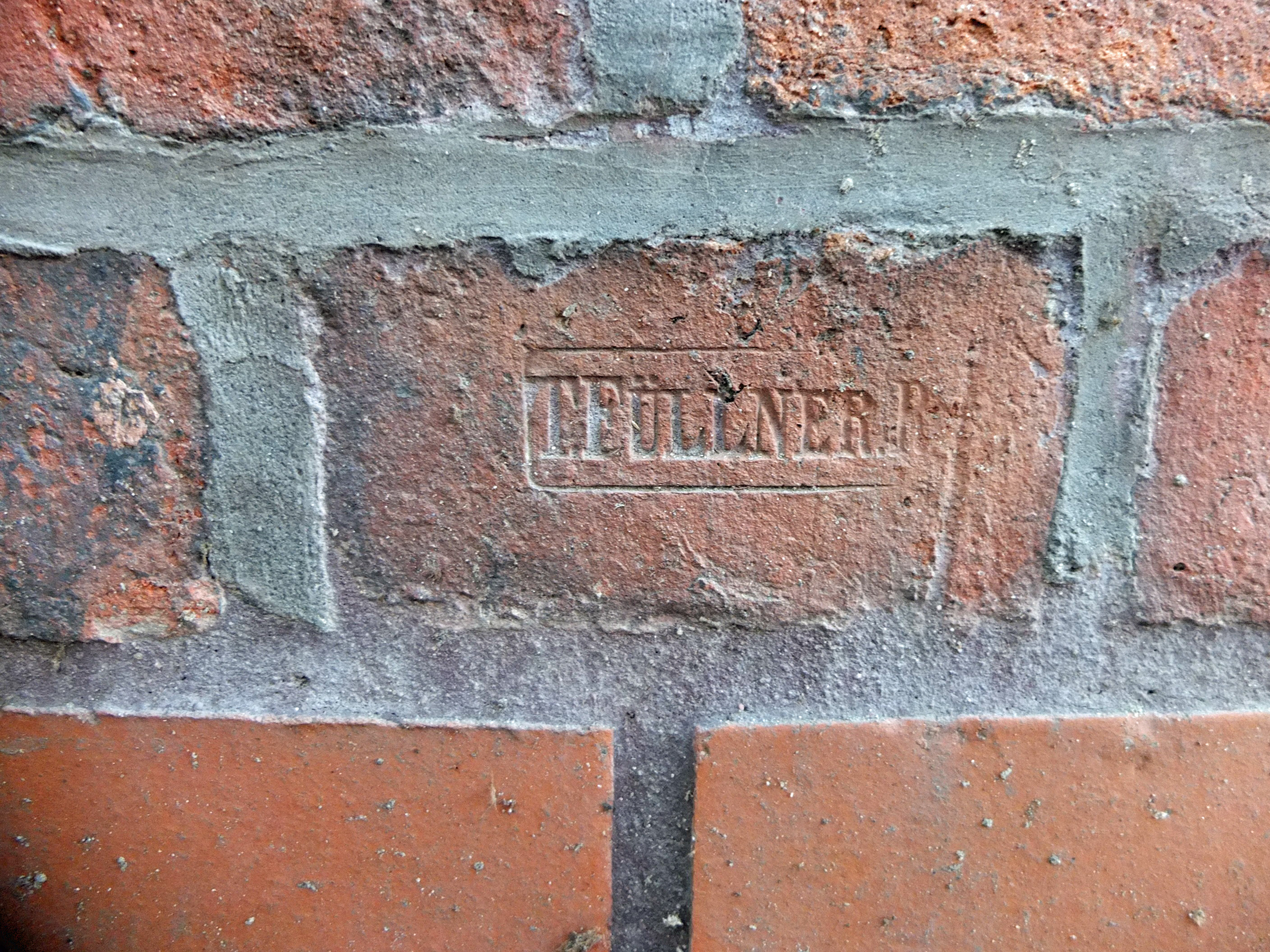
T. FüllNER.R.
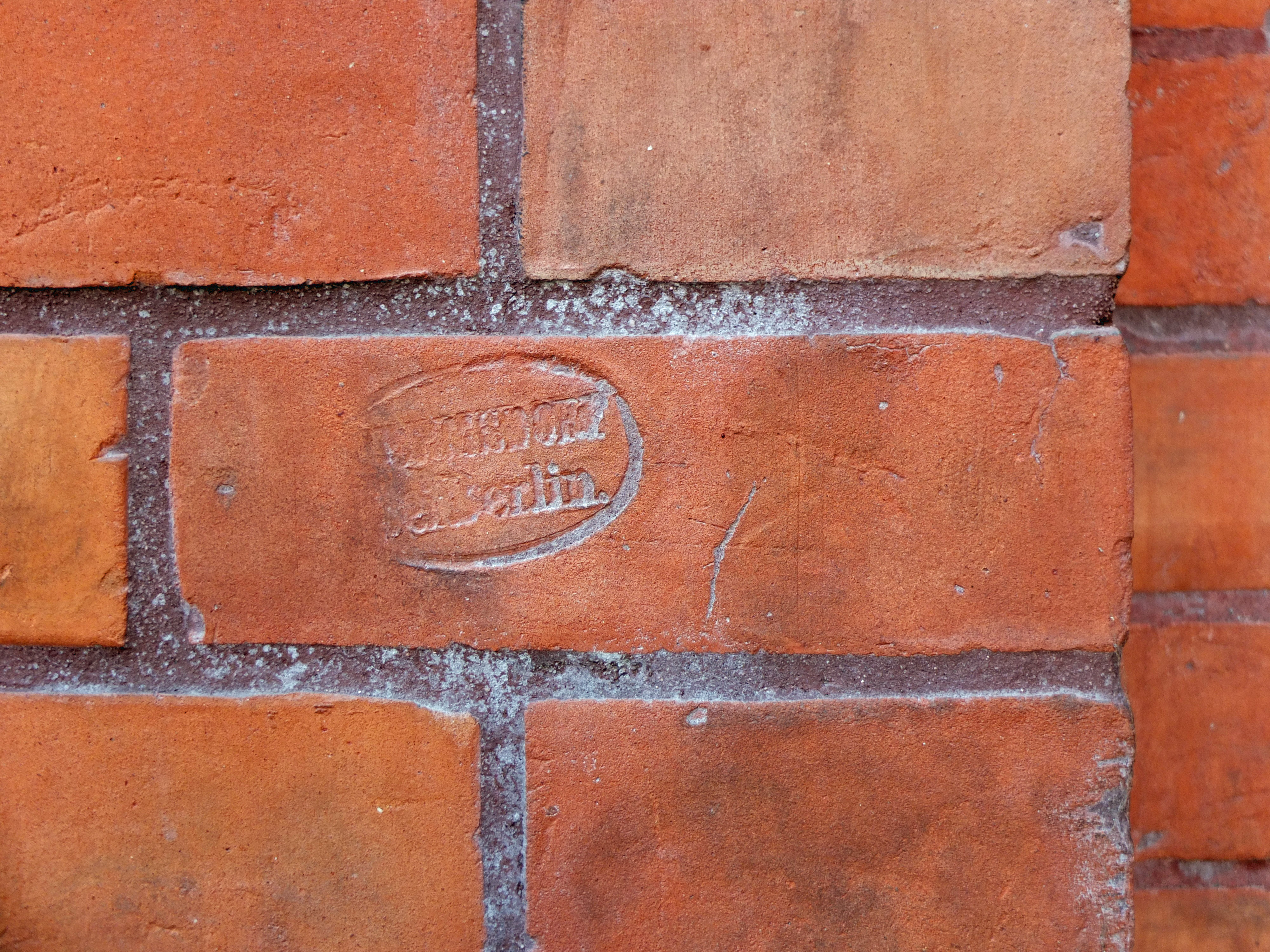
HERMSDORF près de Berlin.

## Enseignants et diplômés
Par ordre alphabétique

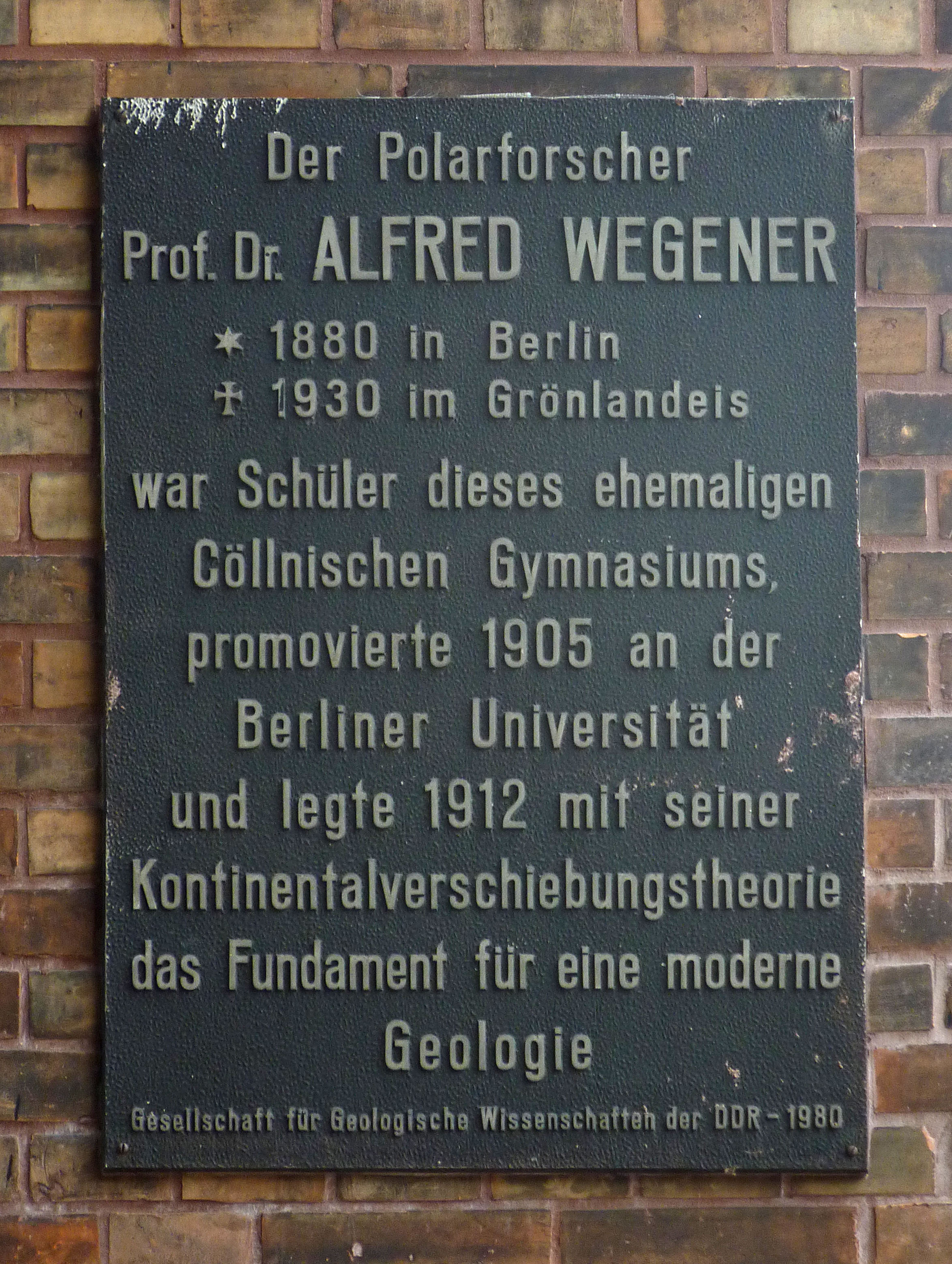
Plaque commémorative pour Alfred Wegener.

- Hermann Aron (de) (1845-1913), ingénieur électricien
- Friedrich August (de) (1840-1900), professeur de mathématiques
- Theodor Bergmann (de) (1916-2017), agronome et publiciste[6]
- Paul Bernays (1888-1977), mathématicien
- Heinrich Karl Brugsch, égyptologue
- Theodor Brugsch (de), médecin
- Eugen Dühring, philosophe et économiste
- Paul Günther (de), physico-chimiste
- Adolf Gurlt (de), ingénieur minier et géologue
- Emil Haentzschel (de), professeur de mathématiques à partir de 1896
- Siegfried Kawerau, enseignant et réformateur scolaire
- Werner Klemke, concepteur de livres et graphiste
- Hermann Kohlmetz (de), acteur, metteur en scène et auteur
- Anton Balthasar König, historien et généalogiste
- Hermann Krojanker (de), chef d'entreprise
- Willi Layh (de), écrivain et auteur-compositeur
- Walter Ledermann (de)[7]
- Hermann Maron (de)[8]
- Leonor Michaelis, biochimiste et médecin[9]
- Erich Mielke, homme politique
- Karl Philipp Moritz, professeur au lycée de Cöllnisches dans le XVIIIe siècle[10]
- Adolf Rosenberg, historien de l'art[11]
- Johann Friedrich Ruthe (de) professeur principal, botaniste[12]
- Julius Schmundt (de) étudiant de 1824 à 1834, médecin militaire allemand[13]
- Oscar Ferdinand Siegfried (de), propriétaire terrien, député du Bundestag
- Alfred Wegener, explorateur polaire
- Horst Wessel
- Johann Joachim Winckelmann, archéologue et écrivain d'art

## Recteurs
- Heinrich Knaust (1520-1580), 1540-1543
- Paul von Eitzen (de) (1521-1598), 1544-1547
- Sébastien Brunnemann (mort en 1579), 1548-1577
- Peter Hafftiz (de) (Petrus Hafftitius, vers 1530-1601), 1577-1579
- Jakob Sommerfeld (vers 1553-1618), 1579-1585
- Nikolaus Albert, 1585-1586
- Daniel Wehrmann, 1586
- Andreas Geiersberg, 1587-1595
- Samuel Gervésius, 1595-1600
- Martin Greiffenhagen, 1600-1603
- Johann Fischer (mort en 1608), 1603-1608
- Martin Willich (de), 1609-1612
- Adam Romanus (mort en 1643), 1612-1640
- Samuel Müller (mort en 1674), 1640-1674
- Johann Bödiker (de) (1641-1695), 1675-1695
- Christian Rotaridis (mort en 1723), 1696-1723
- Christian Rubin (1668-1727), 1723-1727
- Friedrich Bake (1686-1742), 1728-1741
- Christian Tobias Damm (1699-1778), 1742-1767
  - De 1766 à 1824, le lycée de Cölln est fusionné avec le lycée berlinois du monastère franciscain.
- Valentin Heinrich Schmidt (1756-1838), co-directeur 1824-1827
- Ernst Ferdinand August (de) (1795-1870), 1827-1868
- Adalbert Kuhn (1812-1881), 1870-1881
- Franz Kern (1830-1894), 1881-1894
- Heinrich Meusel (de) (1844-1916), 1895-1909
- Hermann Gilow (1852-1922), 1909-1918
- Emil Haentzschel (de) (1858-1948), 1921-1924